# Sidi Ghiles
Pour les articles homonymes, voir Ghilas.
Sidi Ghiles (anciennement Novi pendant la colonisation française), est une commune de la wilaya de Tipaza en Algérie.

## Géographie

### Situation
Le territoire de la commune de Sidi Ghiles est situé au nord-ouest de la wilaya de Tipaza, à environ 32 km à l'ouest de Tipaza et à 7 km au sud-ouest de Cherchell.
|                 | Mer Méditerranée |           |
| Hadjeret Ennous | Sidi Ghiles      | Cherchell |
|                 | Sidi Semiane     |           |

### Routes
Sidi Ghilès est desservie par la route nationale 11 qui relie Alger à Oran.

### Localités de la commune
À sa création, en 1984, la commune de Sidi Ghilès est constituée à partir des localités suivantes :
- Ialallène
- Ibouaïchène
- Imetlaïne
- Oued El Hamam
- Sidi Ghilès
- Taourira

## Histoire
En 1848, lors de la colonisation, la ville est dénommée Novi (en référence à la bataille de Novi de 1799) et fait partie du département d'Alger jusqu'en 1957 puis du département d'Orléansville (aujourd'hui Chlef) jusqu'à l'indépendance. Après l'indépendance, elle prend le nom de Sidi Ghiles.

## Infrastructures
La commune abrite l'hôpital Lakhdar Bouchema.

## Personnalités liées à Sidi Ghiles
- Roger Malfettes (1918-2009), compagnon de la libération, y est né
- Commandant Si Lakhdar Bouchema (1931-1960), commandant de l'ALN, acteur dans l'affaire Si Salah, y est né[4].
- Fatima Besnaci-Lancou (1954-), essayiste  qui a apporté son témoignage sur la condition des harkis lors de la guerre d'indépendance d'Algérie, y est née.